# FC Volendam in het seizoen 2018/19
Het seizoen 2018/19 van FC Volendam is het 64e seizoen van de Nederlandse betaaldvoetbalclub. De club speelt door het mislopen van het kampioenschap en play-offs opnieuw in de Eerste divisie. 
Tevens doet het team mee aan de KNVB Beker.

Het tweede elftal van de club, Jong FC Volendam, komt dit seizoen weer uit in de Derde divisie. De beloftenploeg werd dit seizoen kampioen en promoveerde zodoende naar het hoogste amateurniveau, de Tweede Divisie. 

## Selectie en staf

### Selectie 2018-2019
| Keepers                |                     |            |                                |
| Jordi van Stappershoef | Nederland           | 10-03-1996 | Jeugdopleiding                 |
| Mitchel Michaelis      | Nederland           | 01-07-1993 | OFC (2015−2016)                |
| Nordin Bakker          | Nederland           | 31-10-1997 | Fortuna Wormerveer (2017−2018) |
| Verdedigers            |                     |            |                                |
| Darryl Bäly *1         | Nederland           | 19-01-1998 | Jeugdopleiding                 |
| Mohamed Betti          | Nederland           | 19-03-1997 | Jeugdopleiding                 |
| Ties Evers             | Nederland           | 14-03-1991 | De Graafschap (2009−2014)      |
| Kelvin Oxfoort *1      | Nederland           | 11-08-1999 | Jong FC Twente (2017-2018)     |
| Paul Kok               | Nederland           | 21-12-1994 | FC Oss (2014−2016)             |
| Erik Schouten          | Nederland           | 16-08-1991 | AZ (2010−2012)                 |
| Robin Schouten         | Nederland           | 25-02-1998 | Jong Ajax (2017−2018)          |
| Gijs Smal              | Nederland           | 31-08-1997 | Jeugdopleiding                 |
| Marco Tol              | Nederland           | 25-04-1998 | Jeugdopleiding                 |
| Middenvelders          |                     |            |                                |
| Boy Deul               | Nederland / Curaçao | 30-08-1987 | Paphos FC (2017−2018)          |
| Alex Plat              | Nederland           | 04-02-1998 | Jeugdopleiding                 |
| Nick Runderkamp        | Nederland           | 06-08-1996 | Jeugdopleiding                 |
| Joey Veerman           | Nederland           | 19-11-1998 | Jeugdopleiding                 |
| Kevin Visser ()        | Nederland           | 19-07-1988 | Helmond Sport (2013−2016)      |
| Gerry Vlak             | Nederland           | 25-03-1996 | Jeugdopleiding                 |
| Jari Vlak *1           | Nederland           | 15-08-1998 | Jeugdopleiding                 |
| Aanvallers             |                     |            |                                |
| Rodney Antwi           | Nederland / Ghana   | 03-11-1995 | FC Utrecht (2014−2017)         |
| Anthony Berenstein     | Nederland           | 02-03-1997 | Magreb '90 (2017-2018)         |
| Nick Doodeman          | Nederland           | 22-10-1996 | Jong AZ (2016-2017)            |
| Martijn Kaars          | Nederland           | 05-03-1999 | Jong Ajax (2017-2018)          |
| Dani van der Moot      | Nederland           | 07-03-1997 | Jong PSV (2017-2018)           |
| Derry John Murkin *1   | Engeland            | 27-07-1999 | Jeugdopleiding                 |
| Cas Peters             | Nederland           | 13-05-1993 | FC Emmen (2016−2018)           |
| Roy Tol *1             | Nederland           | 11-07-1998 | Jeugdopleiding                 |

*1 Betreft een speler van Jong FC Volendam die bij minimaal één wedstrijd tot de wedstrijdselectie behoorde.

 = Aanvoerder

### Staf
| Naam             | Functie             |
| ---------------- | ------------------- |
| Hans de Koning   | interim-trainer     |
| Johan Steur      | assistent-trainer   |
| Edwin Zoetebier  | keeperstrainer      |
| Milou Schooneman | fysiotherapeut      |
| Peter Visser     | hersteltrainer      |
| Jack Austin      | video-analist       |
| Klaas Smit       | teammanager         |
| Erik Scheltens   | clubarts            |
| Ruud Jacobs      | krachttrainer       |
| Martin Kuitert   | looptrainer         |
| Henk Veerman     | assistent-verzorger |

## Transfers

### Zomer
| Naam              | Nationaliteit       | Van/naar           | Mutatietype    |
| ----------------- | ------------------- | ------------------ | -------------- |
| Inkomend          |                     |                    |                |
| Nordin Bakker     | Nederland           | Fortuna Wormerveer | Transfer       |
| Darryl Bäly       | Nederland           |                    | Jeugdopleiding |
| Boy Deul          | Nederland / Curaçao | Paphos FC          | Transfer       |
| Martijn Kaars     | Nederland           | Jong Ajax          | Transfer       |
| Derry John Murkin | Engeland            |                    | Jeugdopleiding |
| Kelvin Oxfoort    | Nederland           | Jong FC Twente     | Transfer       |
| Cas Peters        | Nederland           | FC Emmen           | Transfer       |
| Robin Schouten    | Nederland           | Jong Ajax          | Gehuurd        |
| Roy Tol           | Nederland           |                    | Jeugdopleiding |
| Jari Vlak         | Nederland           |                    | Jeugdopleiding |
| Uitgaand          |                     |                    |                |
| Rafik el Hamdi    | Nederland / Marokko | CRA                | Einde contract |
| Jordy Hilterman   | Nederland           | Katwijk            | Einde contract |
| Dylan Mertens     | Nederland           | Telstar            | Einde contract |
| Henny Schilder    | Nederland           | RKAV Volendam      | Einde contract |
| Kay Tejan         | Nederland           | Quick Boys         | Einde contract |
| Hobie Verhulst    | Nederland           | Go Ahead Eagles    | Einde contract |
| Nick Zeijlmans    | Nederland           | OFC                | Einde contract |

### Winter
| Naam              | Nationaliteit | Van/naar | Mutatietype         |
| ----------------- | ------------- | -------- | ------------------- |
| Inkomend          |               |          |                     |
| Dani van der Moot | Nederland     |          | Transfervrij        |
| Uitgaand          |               |          |                     |
| Daan Klinkenberg  | Nederland     |          | Ontbinding contract |
| Enzo Stroo        | Nederland     |          | Ontbinding contract |
| Teije ten Den     | Nederland     |          | Ontbinding contract |

## Eerste divisie

### Wedstrijden

##### Reguliere competitie
| Wedstrijddetails                                                        | Thuisploeg                                                                                                  | Uitslag                     | Uitploeg                                                                         | Opstelling | Kaarten                                                   |
| ----------------------------------------------------------------------- | --- | --------------------------- | -------------------------------------------------------------------------------- | --- | --------------------------------------------------------- |
| Speelronde 1 17 augustus 2018 20:00 Kras Stadion Volendam               | FC Volendam                                                                                                 | 1-2                         | FC Den Bosch                                                                     | Van Stappershoef M. Tol, R. Schouten (85' G. Vlak), Kok, Klinkenberg Visser, Veerman, Plat (82' Stroo) Antwi, Ten Den, Doodeman (80' Kaars)         | 47' Veerman 76' Kok                                       |
| Speelronde 1 17 augustus 2018 20:00 Kras Stadion Volendam               | 21' Veerman                                                                                                 | 1-0 1-1 1-2                 | 50' Oussama Bouyaghlafen 79' Rauno Sappinen                                      | Van Stappershoef M. Tol, R. Schouten (85' G. Vlak), Kok, Klinkenberg Visser, Veerman, Plat (82' Stroo) Antwi, Ten Den, Doodeman (80' Kaars)         | 47' Veerman 76' Kok                                       |
| Speelronde 2 24 augustus 2018 20:00 Het Kasteel Rotterdam               | Sparta Rotterdam                                                                                            | 2-0                         | FC Volendam                                                                      | Van Stappershoef M. Tol, R. Schouten, Kok (78' Veerman), Bäly G. Vlak, Visser, Plat Antwi, Ten Den (84' Stroo), Doodeman (86' Kaars)                | 33' Plat                                                  |
| Speelronde 2 24 augustus 2018 20:00 Het Kasteel Rotterdam               | 53' Halil Dervişoğlu 85' Halil Dervişoğlu                                                                   | 1-0 2-0                     |                                                                                  | Van Stappershoef M. Tol, R. Schouten, Kok (78' Veerman), Bäly G. Vlak, Visser, Plat Antwi, Ten Den (84' Stroo), Doodeman (86' Kaars)                | 33' Plat                                                  |
| Speelronde 3 31 augustus 2018 20:00 Kras Stadion Volendam               | FC Volendam                                                                                                 | 1-1                         | Jong AZ                                                                          | Van Stappershoef M. Tol, R. Schouten, Kok, Bäly Veerman (28' G. Vlak), Visser (88' Stroo), Plat Antwi (64' Peters), Ten Den, Doodeman               | 33' Plat 81' Kok 86' M. Tol                               |
| Speelronde 3 31 augustus 2018 20:00 Kras Stadion Volendam               | 3' Ten Den                                                                                                  | 1-0 1-1                     | 83' Ferdy Druijf                                                                 | Van Stappershoef M. Tol, R. Schouten, Kok, Bäly Veerman (28' G. Vlak), Visser (88' Stroo), Plat Antwi (64' Peters), Ten Den, Doodeman               | 33' Plat 81' Kok 86' M. Tol                               |
| Speelronde 4 7 september 2018 20:00 De Adelaarshorst Deventer           | Go Ahead Eagles                                                                                             | 3-0                         | FC Volendam                                                                      | Van Stappershoef M. Tol, R. Schouten, Kok, Bäly Antwi, Visser (80' Berenstein), Plat ('59 Runderkamp), Doodeman Stroo, Peters ('54 G. Vlak)         | 37' Plat 61' Runderkamp                                   |
| Speelronde 4 7 september 2018 20:00 De Adelaarshorst Deventer           | 13' Orhan Džepar 39' Jaroslav Navrátil 58' Thomas Verheijdt                                                 | 1-0 2-0 3-0                 |                                                                                  | Van Stappershoef M. Tol, R. Schouten, Kok, Bäly Antwi, Visser (80' Berenstein), Plat ('59 Runderkamp), Doodeman Stroo, Peters ('54 G. Vlak)         | 37' Plat 61' Runderkamp                                   |
| Speelronde 5 14 september 2018 20:00 Kras Stadion Volendam              | FC Volendam                                                                                                 | 0-0                         | Top Oss                                                                          | Van Stappershoef M. Tol, R. Schouten, Bäly (87' Betti), Evers Runderkamp (89' Berenstein), Visser, Plat Peters, Ten Den, Doodeman (67' Kaars)       | 21' R. Schouten                                           |
| Speelronde 5 14 september 2018 20:00 Kras Stadion Volendam              | |                             |                                                                                  | Van Stappershoef M. Tol, R. Schouten, Bäly (87' Betti), Evers Runderkamp (89' Berenstein), Visser, Plat Peters, Ten Den, Doodeman (67' Kaars)       | 21' R. Schouten                                           |
| Speelronde 6 21 september 2018 20:00 De Herdgang Eindhoven              | Jong PSV | 1-0                         | FC Volendam                                                                      | Van Stappershoef (46' Michaelis) M. Tol, R. Schouten, Bäly, Betti Runderkamp, Visser, Plat (82' Kaars) Peters (61' Berenstein), Ten Den, Doodeman   | 27' M. Tol 71' Visser 80' Bäly                            |
| Speelronde 6 21 september 2018 20:00 De Herdgang Eindhoven              | 53' Cody Gakpo                                                                                              | 1-0                         |                                                                                  | Van Stappershoef (46' Michaelis) M. Tol, R. Schouten, Bäly, Betti Runderkamp, Visser, Plat (82' Kaars) Peters (61' Berenstein), Ten Den, Doodeman   | 27' M. Tol 71' Visser 80' Bäly                            |
| Speelronde 7 28 september 2018 20:00 SolarUnie Stadion Helmond          | Helmond Sport                                                                                               | 2-2                         | FC Volendam                                                                      | Michaelis M. Tol, R. Schouten, Bäly, Betti Runderkamp, Visser (47' Plat), Berenstein Doodeman (71' Deul), Stroo (71' Ten Den), Kaars                | 37' Visser 67' Bäly 90' Plat                              |
| Speelronde 7 28 september 2018 20:00 SolarUnie Stadion Helmond          | 49' Joeri Poelmans 68' Furhgill Zeldenrust                                                                  | 0-1 1-1 2-1 2-2             | 45' Stroo 75' Kaars                                                              | Michaelis M. Tol, R. Schouten, Bäly, Betti Runderkamp, Visser (47' Plat), Berenstein Doodeman (71' Deul), Stroo (71' Ten Den), Kaars                | 37' Visser 67' Bäly 90' Plat                              |
| Speelronde 8 5 oktober 2018 20:00 Kras Stadion Volendam                 | FC Volendam                                                                                                 | 1-0                         | RKC Waalwijk                                                                     | Michaelis M. Tol, R. Schouten, Bäly, Betti J. Vlak, Visser, Berenstein Doodeman (89' Antwi), Stroo (74' Ten Den), Peters (69' Deul)                 | 66' Berenstein 87' Doodeman                               |
| Speelronde 8 5 oktober 2018 20:00 Kras Stadion Volendam                 | 6' Peters                                                                                                   | 1-0                         |                                                                                  | Michaelis M. Tol, R. Schouten, Bäly, Betti J. Vlak, Visser, Berenstein Doodeman (89' Antwi), Stroo (74' Ten Den), Peters (69' Deul)                 | 66' Berenstein 87' Doodeman                               |
| Speelronde 9 12 oktober 2018 20:00 Kras Stadion Volendam                | FC Volendam                                                                                                 | 2-2                         | Almere City                                                                      | Michaelis M. Tol, R. Schouten, Bäly, Betti J. Vlak, Visser (86' Ten Den), Berenstein Doodeman, Stroo (63' Antwi), Peters (73' Deul)                 | 77' M. Tol 85' Deul                                       |
| Speelronde 9 12 oktober 2018 20:00 Kras Stadion Volendam                | 71' Doodeman 89' Doodeman                                                                                   | 1-0 1-1 1-2 2-2             | 76' Kevin Luckassen 83' James Efmorfidis                                         | Michaelis M. Tol, R. Schouten, Bäly, Betti J. Vlak, Visser (86' Ten Den), Berenstein Doodeman, Stroo (63' Antwi), Peters (73' Deul)                 | 77' M. Tol 85' Deul                                       |
| Speelronde 10 19 oktober 2018 20:00 Jan Louwers Stadion Eindhoven       | FC Eindhoven                                                                                                | 1-1                         | FC Volendam                                                                      | Michaelis Evers, R. Schouten, Bäly, Betti J. Vlak (53' Deul), Visser, Berenstein Doodeman (45' Antwi), Stroo (74' Ten Den), Peters                  | 50' J. Vlak 51' Peters 94' Berenstein                     |
| Speelronde 10 19 oktober 2018 20:00 Jan Louwers Stadion Eindhoven       | 32' Branco van den Boomen                                                                                   | 1-0 1-1                     | 77' Ten Den                                                                      | Michaelis Evers, R. Schouten, Bäly, Betti J. Vlak (53' Deul), Visser, Berenstein Doodeman (45' Antwi), Stroo (74' Ten Den), Peters                  | 50' J. Vlak 51' Peters 94' Berenstein                     |
| Speelronde 11 26 oktober 2018 20:00 Kras Stadion Volendam               | FC Volendam                                                                                                 | 3-1                         | Jong Ajax                                                                        | Michaelis M. Tol, Smal, Bäly, Betti (90' Evers) J. Vlak, Deul (59' G. Vlak), Berenstein Doodeman, Ten Den (90' Runderkamp), Antwi                   | 50' J. Vlak 75' G. Vlak                                   |
| Speelronde 11 26 oktober 2018 20:00 Kras Stadion Volendam               | 25' Deul 49' Ten Den 88' Doodeman                                                                           | 1-0 2-0 2-1 3-1             | 73' Václav Černý                                                                 | Michaelis M. Tol, Smal, Bäly, Betti (90' Evers) J. Vlak, Deul (59' G. Vlak), Berenstein Doodeman, Ten Den (90' Runderkamp), Antwi                   | 50' J. Vlak 75' G. Vlak                                   |
| Speelronde 12 2 november 2018 20:00 Riwal Hoogwerkers Stadion Dordrecht | FC Dordrecht                                                                                                | 1-2                         | FC Volendam                                                                      | Michaelis M. Tol, R. Schouten, Bäly, Betti J. Vlak (90' Evers), Deul (68' Antwi), Visser Doodeman, Peters (79' Ten Den), Berenstein                 |                                                           |
| Speelronde 12 2 november 2018 20:00 Riwal Hoogwerkers Stadion Dordrecht | 74' Omran Haydary                                                                                           | 0-1 0-2 1-2                 | 10' Peters 45' Peters                                                            | Michaelis M. Tol, R. Schouten, Bäly, Betti J. Vlak (90' Evers), Deul (68' Antwi), Visser Doodeman, Peters (79' Ten Den), Berenstein                 |                                                           |
| Speelronde 13 9 november 2018 20:00 Kras Stadion Volendam               | FC Volendam                                                                                                 | 3-2                         | MVV Maastricht                                                                   | Michaelis M. Tol, R. Schouten, Bäly, Betti J. Vlak (73' Antwi), Deul (79' Ten Den), Visser Doodeman, Peters (83' Runderkamp), Berenstein            | 40' Visser 71' M. Tol 89' Runderkamp                      |
| Speelronde 13 9 november 2018 20:00 Kras Stadion Volendam               | 15' Deul 49' Bäly 51' Deul                                                                                  | 1-0 2-0 3-0 3-1 3-2         | 73' Anthony van den Hurk 85' Jérôme Deom                                         | Michaelis M. Tol, R. Schouten, Bäly, Betti J. Vlak (73' Antwi), Deul (79' Ten Den), Visser Doodeman, Peters (83' Runderkamp), Berenstein            | 40' Visser 71' M. Tol 89' Runderkamp                      |
| Speelronde 14 17 november 2018 20:45 Cambuurstadion Leeuwarden          | Cambuur Leeuwarden                                                                                          | 1-1                         | FC Volendam                                                                      | Michaelis M. Tol, R. Schouten, Bäly, Betti J. Vlak , Deul (89' Stroo), Visser Doodeman, Ten Den (61' Antwi), Berenstein                             | 22' J. Vlak 91' Bäly                                      |
| Speelronde 14 17 november 2018 20:45 Cambuurstadion Leeuwarden          | 44' Kevin van Kippersluis                                                                                   | 0-1 1-1                     | 16' Doodeman                                                                     | Michaelis M. Tol, R. Schouten, Bäly, Betti J. Vlak , Deul (89' Stroo), Visser Doodeman, Ten Den (61' Antwi), Berenstein                             | 22' J. Vlak 91' Bäly                                      |
| Speelronde 15 23 november 2018 20:00 Kras Stadion Volendam              | FC Volendam                                                                                                 | 2-0                         | Jong FC Utrecht                                                                  | Michaelis M. Tol, R. Schouten, Bäly, Betti J. Vlak , Deul (89' Antwi), Berenstein Doodeman, Peters (62' Ten Den), Berenstein                        |                                                           |
| Speelronde 15 23 november 2018 20:00 Kras Stadion Volendam              | 69' R. Schouten 87' Berenstein                                                                              | 1-0 2-0                     |                                                                                  | Michaelis M. Tol, R. Schouten, Bäly, Betti J. Vlak , Deul (89' Antwi), Berenstein Doodeman, Peters (62' Ten Den), Berenstein                        |                                                           |
| Speelronde 16 30 november 2018 20:00 De Goffert Nijmegen                | N.E.C. | 5-1                         | FC Volendam                                                                      | Michaelis M. Tol, R. Schouten, Bäly, Betti J. Vlak , Deul (77' Antwi), Visser Doodeman, Peters (77' Ten Den), Berenstein                            |                                                           |
| Speelronde 16 30 november 2018 20:00 De Goffert Nijmegen                | 29' Jonathan Okita 51' Brahim Darri 57' Brahim Darri 62' Rens van Eijden 72' Anass Achahbar                 | 0-1 1-1 2-1 3-1 4-1 5-1     | 26' Deul                                                                         | Michaelis M. Tol, R. Schouten, Bäly, Betti J. Vlak , Deul (77' Antwi), Visser Doodeman, Peters (77' Ten Den), Berenstein                            |                                                           |
| Speelronde 17 7 december 2018 20:00 Kras Stadion Volendam               | FC Volendam                                                                                                 | 1-2                         | FC Twente                                                                        | Michaelis (10' Bakker) M. Tol, R. Schouten (91' Kok), Bäly, Betti J. Vlak, Deul, Visser Doodeman, Peters (91' Ten Den), Berenstein                  | 38' Peters 42' R. Schouten 88' Bäly                       |
| Speelronde 17 7 december 2018 20:00 Kras Stadion Volendam               | 74' Deul | 0-1 1-1 1-2                 | 45' Wout Brama 89' Peet Bijen                                                    | Michaelis (10' Bakker) M. Tol, R. Schouten (91' Kok), Bäly, Betti J. Vlak, Deul, Visser Doodeman, Peters (91' Ten Den), Berenstein                  | 38' Peters 42' R. Schouten 88' Bäly                       |
| Speelronde 18 14 december 2018 20:00 Parkstad Limburg Stadion Kerkrade  | Roda JC | 2-1                         | FC Volendam                                                                      | Bakker M. Tol, R. Schouten, Kok, Betti J. Vlak (77' Ten Den), Deul, Visser Doodeman, Peters, Berenstein (9' Antwi)                                  | 73' Visser 75' Kok                                        |
| Speelronde 18 14 december 2018 20:00 Parkstad Limburg Stadion Kerkrade  | 6' Mart Remans 55' Gyliano van Velzen                                                                       | 1-0 1-1 2-1                 | 8' Peters                                                                        | Bakker M. Tol, R. Schouten, Kok, Betti J. Vlak (77' Ten Den), Deul, Visser Doodeman, Peters, Berenstein (9' Antwi)                                  | 73' Visser 75' Kok                                        |
| Speelronde 19 21 december 2018 20:00 Kras Stadion Volendam              | FC Volendam                                                                                                 | 1-0                         | Telstar                                                                          | Bakker M. Tol, R. Schouten (26' Smal), Bäly, Betti J. Vlak, Deul, Visser Doodeman, Peters (66' Kaars), Antwi (88' Ten Den)                          | 54' J. Vlak                                               |
| Speelronde 19 21 december 2018 20:00 Kras Stadion Volendam              | 43' Doodeman                                                                                                | 1-0                         |                                                                                  | Bakker M. Tol, R. Schouten (26' Smal), Bäly, Betti J. Vlak, Deul, Visser Doodeman, Peters (66' Kaars), Antwi (88' Ten Den)                          | 54' J. Vlak                                               |
| Speelronde 20 13 januari 2019 14:30 Yanmar Stadion Almere               | Almere City FC                                                                                              | 0-2                         | FC Volendam                                                                      | Van Stappershoef R. Schouten, Evers, Bäly, Betti J. Vlak (89' G. Vlak), Deul, Visser Doodeman, Peters (63' Ten Den), Berenstein (82' Kaars)         | 7' J. Vlak                                                |
| Speelronde 20 13 januari 2019 14:30 Yanmar Stadion Almere               | | 0-1 0-2                     | 68' Visser 74' Doodeman                                                          | Van Stappershoef R. Schouten, Evers, Bäly, Betti J. Vlak (89' G. Vlak), Deul, Visser Doodeman, Peters (63' Ten Den), Berenstein (82' Kaars)         | 7' J. Vlak                                                |
| Speelronde 21 18 januari 2019 20:00 Kras Stadion Volendam               | FC Volendam                                                                                                 | 1-3                         | FC Eindhoven                                                                     | Van Stappershoef R. Schouten, Evers, Bäly, Betti G. Vlak (62' Ten Den), Deul, Visser Doodeman, Peters (46' Van der Moot), Berenstein (80' Murkin)   | 14' R. Schouten 87' Ten Den                               |
| Speelronde 21 18 januari 2019 20:00 Kras Stadion Volendam               | 1' Doodeman                                                                                                 | 1-0 1-1 1-2 1-3             | 51' Elton Kabangu 56' Marcelo Lopes 58' Samy Bourard                             | Van Stappershoef R. Schouten, Evers, Bäly, Betti G. Vlak (62' Ten Den), Deul, Visser Doodeman, Peters (46' Van der Moot), Berenstein (80' Murkin)   | 14' R. Schouten 87' Ten Den                               |
| Speelronde 22 28 januari 2019 20:00 Sportpark De Toekomst Amsterdam     | Jong Ajax                                                                                                   | 1-3                         | FC Volendam                                                                      | Van Stappershoef R. Schouten, Bäly, Evers, Betti J. Vlak, Deul (70' Kok), Visser Doodeman, Van der Moot (57' Kaars), Berenstein (77' Antwi)         | 17' Betti                                                 |
| Speelronde 22 28 januari 2019 20:00 Sportpark De Toekomst Amsterdam     | 9' Lassina Traoré                                                                                           | 0-1 1-1 1-2 1-3             | 7' Deul 49' Deul 58' Deul                                                        | Van Stappershoef R. Schouten, Bäly, Evers, Betti J. Vlak, Deul (70' Kok), Visser Doodeman, Van der Moot (57' Kaars), Berenstein (77' Antwi)         | 17' Betti                                                 |
| Speelronde 23 1 februari 2019 20:00 Kras Stadion Volendam               | FC Volendam                                                                                                 | 2-2                         | Sparta Rotterdam                                                                 | Van Stappershoef R. Schouten, Evers, Bäly (37' M. Tol), Betti J. Vlak, Deul (86' Runterkamp), Visser Doodeman, Van der Moot (71' Kaars), Berenstein | 58' J. Vlak 75' Bäly 86' Kok                              |
| Speelronde 23 1 februari 2019 20:00 Kras Stadion Volendam               | 79' Antwi 86' Visser                                                                                        | 0-1 0-2 1-2 2-2             | 3' Laros Duarte 44' Abdou Harroui                                                | Van Stappershoef R. Schouten, Evers, Bäly (37' M. Tol), Betti J. Vlak, Deul (86' Runterkamp), Visser Doodeman, Van der Moot (71' Kaars), Berenstein | 58' J. Vlak 75' Bäly 86' Kok                              |
| Speelronde 24 8 februari 2019 20:00 Stadion De Vliert Den Bosch         | FC Den Bosch                                                                                                | 1-1                         | FC Volendam                                                                      | Van Stappershoef R. Schouten, Bäly, M. Tol, Betti J. Vlak, Deul, Visser Doodeman, Van der Moot (68' Kaars), Berenstein (78' Antwi)                  |                                                           |
| Speelronde 24 8 februari 2019 20:00 Stadion De Vliert Den Bosch         | 52' Sven Blummel                                                                                            | 0-1 1-1                     | 36' Deul                                                                         | Van Stappershoef R. Schouten, Bäly, M. Tol, Betti J. Vlak, Deul, Visser Doodeman, Van der Moot (68' Kaars), Berenstein (78' Antwi)                  |                                                           |
| Speelronde 25 15 februari 2019 20:00 Kras Stadion Volendam              | FC Volendam                                                                                                 | 1-0                         | Helmond Sport                                                                    | Van Stappershoef R. Schouten, Bäly, M. Tol, Betti J. Vlak (88' G. Vlak), Deul, Visser Doodeman, Van der Moot (76' Peters), Berenstein (71' Antwi)   |                                                           |
| Speelronde 25 15 februari 2019 20:00 Kras Stadion Volendam              | 11' Visser                                                                                                  | 1-0                         |                                                                                  | Van Stappershoef R. Schouten, Bäly, M. Tol, Betti J. Vlak (88' G. Vlak), Deul, Visser Doodeman, Van der Moot (76' Peters), Berenstein (71' Antwi)   |                                                           |
| Speelronde 26 22 februari 2019 20:00 Mandemakers Stadion Waalwijk       | RKC Waalwijk                                                                                                | 3-3                         | FC Volendam                                                                      | Van Stappershoef R. Schouten, Bäly, M. Tol, Betti (76' Smal) J. Vlak, Deul, Visser (44' G. Vlak) Doodeman, Peters, Berenstein                       | 79' Schouten                                              |
| Speelronde 26 22 februari 2019 20:00 Mandemakers Stadion Waalwijk       | 25' Emil Hansson 32' Dylan Seys 65' Darren Maatsen                                                          | 1-0 2-0 2-1 2-2 3-2 3-3     | 45' Peters 59' Deul 68' Peters                                                   | Van Stappershoef R. Schouten, Bäly, M. Tol, Betti (76' Smal) J. Vlak, Deul, Visser (44' G. Vlak) Doodeman, Peters, Berenstein                       | 79' Schouten                                              |
| Speelronde 27 4 maart 2019 20:00 Kalverhoek Zaanstad                    | Jong AZ | 1-1                         | FC Volendam                                                                      | Van Stappershoef R. Schouten, Bäly, M. Tol, Betti J. Vlak, Deul (86' Kok), Visser Doodeman, Peters (76' Kaars), Berenstein (83' Antwi)              | 17' Doodeman 65' R. Schouten 88' Kaars                    |
| Speelronde 27 4 maart 2019 20:00 Kalverhoek Zaanstad                    | 75' Jelle Duin                                                                                              | 0-1 1-1                     | 56' R. Schouten                                                                  | Van Stappershoef R. Schouten, Bäly, M. Tol, Betti J. Vlak, Deul (86' Kok), Visser Doodeman, Peters (76' Kaars), Berenstein (83' Antwi)              | 17' Doodeman 65' R. Schouten 88' Kaars                    |
| Speelronde 28 8 maart 2018 20:00 Kras Stadion Volendam                  | FC Volendam                                                                                                 | 0-1                         | Go Ahead Eagles                                                                  | Van Stappershoef Smal, Bäly, M. Tol, Betti J. Vlak (81' Kaars), Deul, Visser Doodeman, Peters (69' Kok), Berenstein (46' Antwi)                     | 61' Visser 68' Peters 75' Bäly                            |
| Speelronde 28 8 maart 2018 20:00 Kras Stadion Volendam                  | | 0-1                         | 30' Bruno Andrade                                                                | Van Stappershoef Smal, Bäly, M. Tol, Betti J. Vlak (81' Kaars), Deul, Visser Doodeman, Peters (69' Kok), Berenstein (46' Antwi)                     | 61' Visser 68' Peters 75' Bäly                            |
| Speelronde 29 15 maart 2019 20:00 Grolsch Veste Enschede                | FC Twente                                                                                                   | 5-0                         | FC Volendam                                                                      | Van Stappershoef R. Schouten, Evers, M. Tol, Betti (62' Smal) J. Vlak, Deul (46' E. Schouten), G. Vlak Doodeman, Peters (76' Berenstein), Antwi     |                                                           |
| Speelronde 29 15 maart 2019 20:00 Grolsch Veste Enschede                | 8' Javier Espinosa 14' Ricardo Ferreira da Silva 33' Peet Bijen 35' Aitor Cantalapiedra 75' Jari Oosterwijk | 1-0 2-0 3-0 4-0 5-0         |                                                                                  | Van Stappershoef R. Schouten, Evers, M. Tol, Betti (62' Smal) J. Vlak, Deul (46' E. Schouten), G. Vlak Doodeman, Peters (76' Berenstein), Antwi     |                                                           |
| Speelronde 30 22 maart 2019 20:00 Kras Stadion Volendam                 | FC Volendam                                                                                                 | 0-1                         | Cambuur Leeuwarden                                                               | Michaelis Betti, M. Tol, Bäly (83' Peters), R. Schouten Berenstein, Deul (89' J. Vlak), Visser Doodeman, Antwi, Kok                                 |                                                           |
| Speelronde 30 22 maart 2019 20:00 Kras Stadion Volendam                 | | 0-1                         | 79' Sam Hendriks                                                                 | Michaelis Betti, M. Tol, Bäly (83' Peters), R. Schouten Berenstein, Deul (89' J. Vlak), Visser Doodeman, Antwi, Kok                                 |                                                           |
| Speelronde 31 29 maart 2019 20:00 De Geusselt Maastricht                | MVV Maastricht                                                                                              | 1-1                         | FC Volendam                                                                      | Michaelis Smal, M. Tol, E. Schouten (36' Bäly), Betti J. Vlak, Deul, Visser Doodeman (86' Kaars), Antwi, Kok (79' Peters)                           | 54' J. Vlak 91' Visser                                    |
| Speelronde 31 29 maart 2019 20:00 De Geusselt Maastricht                | 10' Tuur Houben                                                                                             | 1-0 1-1                     | 43' M. Tol                                                                       | Michaelis Smal, M. Tol, E. Schouten (36' Bäly), Betti J. Vlak, Deul, Visser Doodeman (86' Kaars), Antwi, Kok (79' Peters)                           | 54' J. Vlak 91' Visser                                    |
| Speelronde 32 1 april 2019 20:00 Kras Stadion Volendam                  | FC Volendam                                                                                                 | 3-4                         | FC Dordrecht                                                                     | Michaelis Smal (81' Berenstein), Evers (46' Van der Moot), Bäly, Betti J. Vlak, Deul (66' Peters), Visser Doodeman, Antwi, Kok                      | 46' Antwi                                                 |
| Speelronde 32 1 april 2019 20:00 Kras Stadion Volendam                  | 15' J. Vlak 50' Van der Moot 89' Peters                                                                     | 0-1 1-1 1-2 2-2 2-3 3-3 3-4 | 3' Oussama Zamouri 46' Daniël Breedijk 85' Crysencio Summerville 92' Joël Zwarts | Michaelis Smal (81' Berenstein), Evers (46' Van der Moot), Bäly, Betti J. Vlak, Deul (66' Peters), Visser Doodeman, Antwi, Kok                      | 46' Antwi                                                 |
| Speelronde 33 5 april 2019 20:00 Frans Heesen Stadion Oss               | Top Oss | 0-0                         | FC Volendam                                                                      | Michaelis (61' Van Stappershoef) Bäly, Visser, Evers J. Vlak, Betti (46' Berenstein), R. Schouten Doodeman (75' Kaars), Antwi, Deul Peters          |                                                           |
| Speelronde 33 5 april 2019 20:00 Frans Heesen Stadion Oss               | |                             |                                                                                  | Michaelis (61' Van Stappershoef) Bäly, Visser, Evers J. Vlak, Betti (46' Berenstein), R. Schouten Doodeman (75' Kaars), Antwi, Deul Peters          |                                                           |
| Speelronde 34 12 april 2019 20:00 Kras Stadion Volendam                 | FC Volendam                                                                                                 | 0-3                         | Jong PSV                                                                         | Van Stappershoef Bäly (64' Veerman), M. Tol, R. Schouten, Smal J. Vlak, Visser, Deul (84' G. Vlak) Doodeman, Berenstein, Peters (74' Van der Moot)  |                                                           |
| Speelronde 34 12 april 2019 20:00 Kras Stadion Volendam                 | | 0-1 0-3                     | 13' Bart Ramselaar 58' Zakaria Aboukhlal 62' Joël Piroe                          | Van Stappershoef Bäly (64' Veerman), M. Tol, R. Schouten, Smal J. Vlak, Visser, Deul (84' G. Vlak) Doodeman, Berenstein, Peters (74' Van der Moot)  |                                                           |
| Speelronde 35 19 april 2019 20:00 Kras Stadion Volendam                 | FC Volendam                                                                                                 | 2-3                         | N.E.C.                                                                           | Van Stappershoef Bäly (68' Eerdhuijzen), M. Tol, R. Schouten, Smal Veerman, Visser, Berenstein Doodeman, Kok (60' Murkin), Antwi (88' Runderkamp)   | 39' M. Tol 52' Antwi 56' Smal 93' Eerdhuijzen 97' Veerman |
| Speelronde 35 19 april 2019 20:00 Kras Stadion Volendam                 | 67' Antwi 77' Berenstein                                                                                    | 0-1 0-2 1-2 2-2 2-3         | 1' Mike Trésor Ndayishimiye 8' Ferdy Druijf 91' Jonathan Okita                   | Van Stappershoef Bäly (68' Eerdhuijzen), M. Tol, R. Schouten, Smal Veerman, Visser, Berenstein Doodeman, Kok (60' Murkin), Antwi (88' Runderkamp)   | 39' M. Tol 52' Antwi 56' Smal 93' Eerdhuijzen 97' Veerman |
| Speelronde 36 22 april 2019 14:30 Sportcomplex Zoudenbalch Utrecht      | Jong FC Utrecht                                                                                             | 3-1                         | FC Volendam                                                                      | Van Stappershoef Bäly, M. Tol, R. Schouten, Smal Veerman (53' Van der Moot), Visser Murkin (58' Kaars), Doodeman, Kok (75' G. Vlak), Berenstein     | 75' Smal 90' Bäly                                         |
| Speelronde 36 22 april 2019 14:30 Sportcomplex Zoudenbalch Utrecht      | 12'Jonas Arweiler 21' Mehdi Lehaire 56' Mitchell van Rooijen                                                | 0-1 1-1 1-2 1-3             | 1' Berenstein                                                                    | Van Stappershoef Bäly, M. Tol, R. Schouten, Smal Veerman (53' Van der Moot), Visser Murkin (58' Kaars), Doodeman, Kok (75' G. Vlak), Berenstein     | 75' Smal 90' Bäly                                         |
| Speelronde 37 26 april 2019 20:00 Kras Stadion Volendam                 | Telstar | 1-1                         | FC Volendam                                                                      | Bakker Bäly, M. Tol, R. Schouten, Smal Veerman (76' Deul), Visser Murkin, Doodeman, Antwi, Berenstein                                               | 90' Deul                                                  |
| Speelronde 37 26 april 2019 20:00 Kras Stadion Volendam                 | 26' Terell Ondaan                                                                                           | 1-0 1-1                     | 44' Antwi                                                                        | Bakker Bäly, M. Tol, R. Schouten, Smal Veerman (76' Deul), Visser Murkin, Doodeman, Antwi, Berenstein                                               | 90' Deul                                                  |
| Speelronde 38 3 mei 2019 20:00 Kras Stadion Volendam                    | FC Volendam                                                                                                 | 1-1                         | Roda JC                                                                          | Bakker Bäly, M. Tol, R. Schouten, Smal Veerman (81' Evers), Visser Murkin (54' Deul), Doodeman, Antwi (72' Antwi), Berenstein                       |                                                           |
| Speelronde 38 3 mei 2019 20:00 Kras Stadion Volendam                    | 56' Veerman                                                                                                 | 0-1 1-1                     | 21' Mart Remans                                                                  | Bakker Bäly, M. Tol, R. Schouten, Smal Veerman (81' Evers), Visser Murkin (54' Deul), Doodeman, Antwi (72' Antwi), Berenstein                       |                                                           |

### Overzicht
| Speeldag  | 1  | 2  | 3  | 4  | 5  | 6  | 7  | 8  | 9  | 10 | 11 | 12 | 13 | 14 | 15 | 16 | 17 | 18 | 19 | 20 | 21 | 22 | 23 | 24 | 25 | 26 | 27 | 28 | 29 | 30 | 31 | 32 | 33 | 34 | 35 | 36 | 37 | 38 |
| --------- | -- | -- | -- | -- | -- | -- | -- | -- | -- | -- | -- | -- | -- | -- | -- | -- | -- | -- | -- | -- | -- | -- | -- | -- | -- | -- | -- | -- | -- | -- | -- | -- | -- | -- | -- | -- | -- | -- |
| Resultaat | v  | v  | g  | v  | g  | v  | g  | w  | g  | g  | w  | w  | w  | g  | w  | v  | v  | v  | w  | w  | v  | w  | g  | g  | w  | g  | g  | v  | v  | v  | g  | v  | g  | v  | v  | v  | g  | g  |
| Punten    | 0  | 0  | 1  | 1  | 2  | 2  | 3  | 6  | 7  | 8  | 11 | 14 | 17 | 18 | 21 | 21 | 21 | 21 | 24 | 27 | 27 | 30 | 31 | 32 | 35 | 36 | 37 | 37 | 37 | 37 | 38 | 38 | 39 | 39 | 39 | 39 | 40 | 41 |
| Positie   | 14 | 19 | 17 | 17 | 18 | 18 | 19 | 16 | 17 | 17 | 14 | 14 | 13 | 13 | 12 | 13 | 13 | 14 | 13 | 11 | 13 | 12 | 13 | 14 | 13 | 12 | 12 | 14 | 15 | 15 | 15 | 15 | 16 | 16 | 16 | 16 | 16 | 16 |

## TOTO KNVB beker

### Wedstrijden
| Wedstrijddetails                              | Thuisploeg  | Uitslag     | Uitploeg                      | Opstelling | Kaarten |
| --------------------------------------------- | ----------- | ----------- | ----------------------------- | --- | ------- |
| Eerste ronde                                  |             |             |                               | |         |
| 25 september 2018 19:45 Kras Stadion Volendam | FC Volendam | 1-2         | Willem II                     | Michaelis M. Tol, R. Schouten (89' Ten Den), Bäly, Betti Runderkamp (81' Antwi), Visser, Deul (88' J. Vlak) Berenstein, Stroo, Kaars | 7' Bäly |
| 25 september 2018 19:45 Kras Stadion Volendam | 42' Kaars   | 1-0 1-1 1-2 | 4' Donis Avdijaj 48' Fran Sol | Michaelis M. Tol, R. Schouten (89' Ten Den), Bäly, Betti Runderkamp (81' Antwi), Visser, Deul (88' J. Vlak) Berenstein, Stroo, Kaars | 7' Bäly |

Almere City FC ·
SC Cambuur ·
FC Den Bosch ·
FC Dordrecht ·
FC Eindhoven ·
Go Ahead Eagles ·
Helmond Sport ·
Jong Ajax ·
Jong AZ ·
Jong PSV ·
Jong FC Utrecht ·
MVV Maastricht ·
N.E.C. ·
RKC Waalwijk ·
Roda JC Kerkrade ·
Sparta Rotterdam ·
Telstar ·
TOP Oss ·
FC Twente ·
FC Volendam